# Horgen, Småland
Horgen är en sjö i Alvesta kommun i Småland och ingår i Mörrumsåns huvudavrinningsområde. Sjön har en area på 0,199 kvadratkilometer och ligger 163,9 meter över havet. Sjön avvattnas av vattendraget Horgeån.

## Delavrinningsområde
Horgen ingår i det delavrinningsområde (627220-142348) som SMHI kallar för Mynnar i Åsnen. Medelhöjden är 167 meter över havet och ytan är 8,5 kvadratkilometer. Det finns ett avrinningsområde uppströms, och räknas det in blir den ackumulerade arean 30,38 kvadratkilometer. Horgeån som avvattnar avrinningsområdet har biflödesordning 2, vilket innebär att vattnet flödar genom totalt 2 vattendrag innan det når havet efter 76 kilometer. Avrinningsområdet består mestadels av skog (86 procent). Avrinningsområdet har 0,2 kvadratkilometer vattenytor vilket ger det en sjöprocent på 2,3 procent.